# John Zaremba
John Zaremba (* 22. Oktober 1908 in Chicago, Illinois; † 15. Dezember 1986 in Newport Beach, Kalifornien) war ein US-amerikanischer Schauspieler.

## Leben
Zaremba war bis Ende der 1940er Jahre als Journalist unter anderem für die Chicago Tribune tätig, bevor er nach Hollywood zog, um eine Schauspielkarriere anzustreben. Er hatte 1950 in Pirates of the High Seas eine erste kleine, nicht im Abspann genannte Spielfilmrolle und spielte danach sowohl in Fernsehproduktionen als auch in B-Movies wie Fliegende Untertassen greifen an. Ab Ende der 1950er Jahre arbeitete er hauptsächlich für das Fernsehen und erhielt Gastrollen in verschiedenen erfolgreichen Fernsehserien. So war er unter anderem zwischen 1957 und 1962 in verschiedenen Rollen in sieben Episoden von Alfred Hitchcock Presents zu sehen. 1966 erhielt er eine der Hauptrollen in der Science-Fiction-Serie Time Tunnel, welche jedoch bereits nach einer Staffel mit 30 Folgen eingestellt wurde. Von 1978 an bis zu seinem Tod hatte er eine wiederkehrende Gastrolle in der Serie Dallas, in welcher er den Arzt Dr. Harlen Danvers spielte. Zu seinen Spielfilmauftritten zählt unter anderem die Disney-Filmkomödie Herbie groß in Fahrt.
Zaremba war verheiratet und hatte drei Kinder.

## Filmografie (Auswahl)
- 1955: Die große Masche (Chicago Syndicate)
- 1956: Fliegende Untertassen greifen an (Earth vs. the Flying Saucers)
- 1957: Die Bestie aus dem Weltenraum (20 Million Miles to Earth)
- 1957–1962: Alfred Hitchcock Presents (Fernsehserie, 7 Folgen)
- 1959–1961: Abenteuer unter Wasser (Sea Hunt, Fernsehserie, 6 Folgen)
- 1959: Razzia auf Callgirls (Vice Raid)
- 1960: Maverick (Fernsehserie, 1 Folge)
- 1962: Die Leute von der Shiloh Ranch (The Virginian, Fernsehserie 1 Folge)
- 1963: Twilight Zone (Fernsehserie, 1 Folge)
- 1964: Die Seaview – In geheimer Mission (Voyage to the Bottom of the Sea , Fernsehserie, 1 Folge)
- 1964: Auf der Flucht (The Fugitive, Fernsehserie, 1 Folge)
- 1966, 1967: Time Tunnel (Fernsehserie, 30 Folgen)
- 1967: Invasion von der Wega (The Invaders, Fernsehserie, 1 Folge)
- 1968–1972: Bonanza (Fernsehserie, 4 Folgen)
- 1968: Kobra, übernehmen Sie (Mission: Impossible, Fernsehserie,1 Folge)
- 1969: High Chaparral (The High Chaparral, Fernsehserie, 1 Folge)
- 1974, 1980: Barnaby Jones (Fernsehserie, 2 Folgen)
- 1975: Die knallharten Fünf (S.W.A.T., Fernsehserie, 1 Folge)
- 1974–1976: Die Straßen von San Francisco (The Streets of San Francisco, Fernsehserie, 3 Folgen)
- 1974: Herbie groß in Fahrt (Herbie Rides Again)
- 1976: Drei Engel für Charlie (Charlie’s Angels, Fernsehserie, 1 Folge)
- 1978–1986: Dallas (Fernsehserie, 13 Folgen)
- 1978: Fantasy Island (Fernsehserie, 1 Folge)
- 1978: Die Zeitmaschine (The Time Machine)
- 1979–1981: Unsere kleine Farm (Little House on the Prairie, Fernsehserie, 4 Folgen)